# Gonerilia
Gonerilia là một chi đơn loài bướm ngày thuộc họ Lycaenidae. Chi duy nhất trong chi này là loài bướm Gonerilia seraphim.